# Franco Russo
Franco Russo, all'anagrafe Francesco Saverio Russo (Paduli, 2 luglio 1945), è un politico italiano.

## Biografia
Laureato in Filosofia; ai tempi dell'università ha fatto parte dell'Unione goliardica italiana. Ha militato nei Gruppi Comunisti Rivoluzionari e in seguito ha preso parte alla fondazione di Democrazia Proletaria, con la quale fu eletto alla Camera dei deputati nel 1983 e nel 1987 (superando per cinque voti il candidato Paolo Villaggio). Dopo lo scioglimento di DP aderisce al Partito della Rifondazione Comunista, che rappresenta alla Camera fino al 1992. 
Nel congresso del PRC del 2005 appoggia la mozione L'alternativa di società promossa dal segretario nazionale Fausto Bertinotti. Alle elezioni politiche del 2006 viene eletto deputato nella XV Legislatura. Nei mesi seguenti è stato fra i principali esponenti del partito ad attivarsi in merito alla Campagna per il referendum costituzionale del 2006.
Dopo le elezioni politiche del 2008 non viene rieletto in Parlamento, a causa del mancato raggiungimento della soglia di sbarramento da parte de La Sinistra l'Arcobaleno.
Nel congresso del PRC del giugno 2008 è cofirmatario, assieme a Walter De Cesaris, della mozione Disarmare Innovare Rifondare, che proponeva di celebrare un congresso non deliberativo ma di riflessione sulla sconfitta e che attraverso una gestione collegiale evitasse spaccature e frazionismi: la mozione ha raccolto l'1,52% dei voti congressuali.
Successivamente è il Responsabile nazionale del Dipartimento Politiche Costituzionali del PRC.